# Volapük
Volapük (v překladu světový jazyk) byl prvním mezinárodním pomocným jazykem, který svého času dosáhl úspěchu a naučilo se mu několik set tisíc lidí. Jeho autorem byl prelát Johann Martin Schleyer, který jej uveřejnil v roce 1879 a knižně vydal v roce 1880.
Roku 1890 hnutí okolo volapüku vyvrcholilo, když ve světě existovalo téměř 300 spolků, publikováno bylo téměř 400 knih a vycházelo 25 časopisů. V témže roce se konal třetí sjezd uživatelů volapüku, na kterém se ale ponejvíce mluvilo německy, včetně autora volapüku samého; od tohoto roku docházelo k postupnému úpadku hnutí. Příčiny neúspěchu volapüku byly v jeho těžké naučitelnosti (gramatika byla otrocky odvozena od německé, aniž by nějak zjednodušovala její náročnost), chyby a nedostatky ve struktuře, organizaci a v nedostatku možností vývoje, protože ten závisel jen na jednom člověku – na autorovi jazyka, který si ponechával související autorská práva – vzdělaní volapükisté navrhovali reformy, které však Schleyer zamítal.
V češtině mu věnoval učebnici František Vymazal.

## Příklady

### Číslovky
| Volapük | Česky |
| bal     | jeden |
| tel     | dva   |
| kil     | tři   |
| fol     | čtyři |
| lul     | pět   |
| mäl     | šest  |
| vel     | sedm  |
| jöl     | osm   |
| zül     | devět |
| deg     | deset |

## Ukázka
Text modlitby Otče náš ve volapüku:
O Fat obas, kel binol in süls, paisaludomöz nem ola!

Kömomöd monargän ola!

Jenomöz vil olik, äs in sül, i su tal!

Bodi obsik vädeliki govolös obes adelo!

E pardolös obes debis obsik,

äs id obs aipardobs debeles obas.

E no obis nindukolös in tendadi;

sod aidalivolös obis de bas.

Jenosöd!

### Všeobecná deklarace lidských práv
| volapük | Mens valik pemotons libiko e leigiko tefü digäd e gitäts. Labons tikäli e konsieni, e sötons kosädön ko ods siämü svistäl.                 |
| česky   | Všichni lidé se rodí svobodní a sobě rovní co do důstojnosti a práv. Jsou nadáni rozumem a svědomím a mají spolu jednat v duchu bratrství. |